# Андаманські острови
Андама́нські острови́ — група островів (понад 200) між Бенгальською затокою та Андаманським морем. Належать Індії. Площа 6 500 км², населення 343 125 осіб (2011). Утворені з вапняків та глин третинного часу. Поверхня гориста, дуже розчленована, є діючі вулкани. На східному узбережжі зручні бухти. Поширені тропічні ліси. На Андаманських островах культивують кокосову пальму, рис. Головне місто — Порт-Блер.

## Загальні відомості
Андаманські острови — архіпелаг в Індійському океані між Індією і М'янмою. Є частиною індійської союзної території Андаманські і Нікобарські острови і складається з 204 островів. Загальна площа островів становить 4120 км², а їх населення 250 тисяч осіб, з яких сьогодні лише 500 корінні жителі.

## Географія
З півночі на південь:
1. Великий Андаман (Great Andaman)
2. Північний Андаман (англ. North Andaman Island)
3. Інтерв'ю (англ. Interview Island)
4. Середній Андаман (англ. Middle Andaman Island)
5. Лонг-Айленд (англ. Long Island)
6. Баратанг (англ. Baratang Island)
7. Південний Андаман (англ. South Andaman Island)
8. Ратленд (англ. Rutland Island)
9. Найпівденніший Малий Андаман (Little Andaman)
10. На схід від цих островів розташований Архіпелаг Річчі (Ritchie's Archipelago)
11. Далеко на північному сході знаходяться Східні вулканічні острови (East Volcano Islands)
12. На південному заході розташовані Північний та Південний(інші мови) Сентінельські острови (Sentinel Islands)

## Населення
До андаманців, |тубільних мешканців Андаманських островів, належать онге (100 осіб), джарава (300 осіб), сентінельці (100 осіб), а також близько 40 жителів Великих Андаманів. Всіх їх об'єднує мовна, культурна і етнічна спорідненість. Вони займаються збиральництвом і полюванням і належать до так званих негритосів — найстародавніших верств населення Південної Азії. Генетичні дослідження показують, що вони заселили острови між 70000 і 30000 років тому, в ході ранніх міграцій людей з Африки, і впродовж всього цього часу залишалися ізольованими на островах. Більшість тубільців стали жертвами колонізації і використання островів як каторжного табору.
Сьогодні основне населення островів складають іммігранти з Індії. Унаслідок землетрусу в Індійському океані в 2004 році і цунамі, що утворився після нього, за офіційними даними на островах загинуло близько 5 тисяч осіб.
Мови андаманських тубільців, так звані андаманські мови, утворюють власну невелику мовну сім'ю, що є найдавнішою мовною сім'єю Південної Азії і не споріднену жодній іншій мовній сім'ї.

### Корінні народи
- Онге — чисельність близько 100 осіб.
- Пучіквари (Puchikwar, Pucikwar, A-Pucikwar) — носії пучикварської мови; зникли після 1931 року.